# Тондошка (река)
Тондошка — река в России, протекает по Турочакскому району Республики Алтай. Устье реки находится в 238 км от устья Бии по правому берегу. Длина реки составляет 42 км, площадь водосборного бассейна — 209 км². В 16 км от устья впадает река Тагаза.

## Данные водного реестра
По данным государственного водного реестра России относится к Верхнеобскому бассейновому округу, водохозяйственный участок реки — Бия, речной подбассейн реки — Бия и Катунь. Речной бассейн реки — (Верхняя) Обь до впадения Иртыша.